# Chalcides mauritanicus
Chalcides mauritanicus är en ödleart som beskrevs av  Duméril och BIBRON 1839. Chalcides mauritanicus ingår i släktet Chalcides och familjen skinkar. IUCN kategoriserar arten globalt som starkt hotad. Inga underarter finns listade i Catalogue of Life.